# 繖形花序

繖形花序示意圖

複繖形花序示意圖

繖形花序（Umbel）為一種花序，屬於無限花序（Indeterminate inflorescence），由從一點上發出的許多花梗組成，其形狀有如傘骨。此一稱呼可追溯至1590年，來自拉丁文的umbella，意指遮陽用的傘 。繖形花序中，花梗末端有可能再分支出數個次級花梗，而自成一獨立的繖形結構（umbellules, umbellets），此種花序稱為複繖形花序（compound umbels）。
複繖形花序是繖形科植物（包括香芹、香菜、胡蘿蔔等）的特徵，另外五加科的常春藤屬、楤木屬、八角金盤屬，以及石蒜科的蔥屬等類群的花序亦為繖形花序。

## 圖集

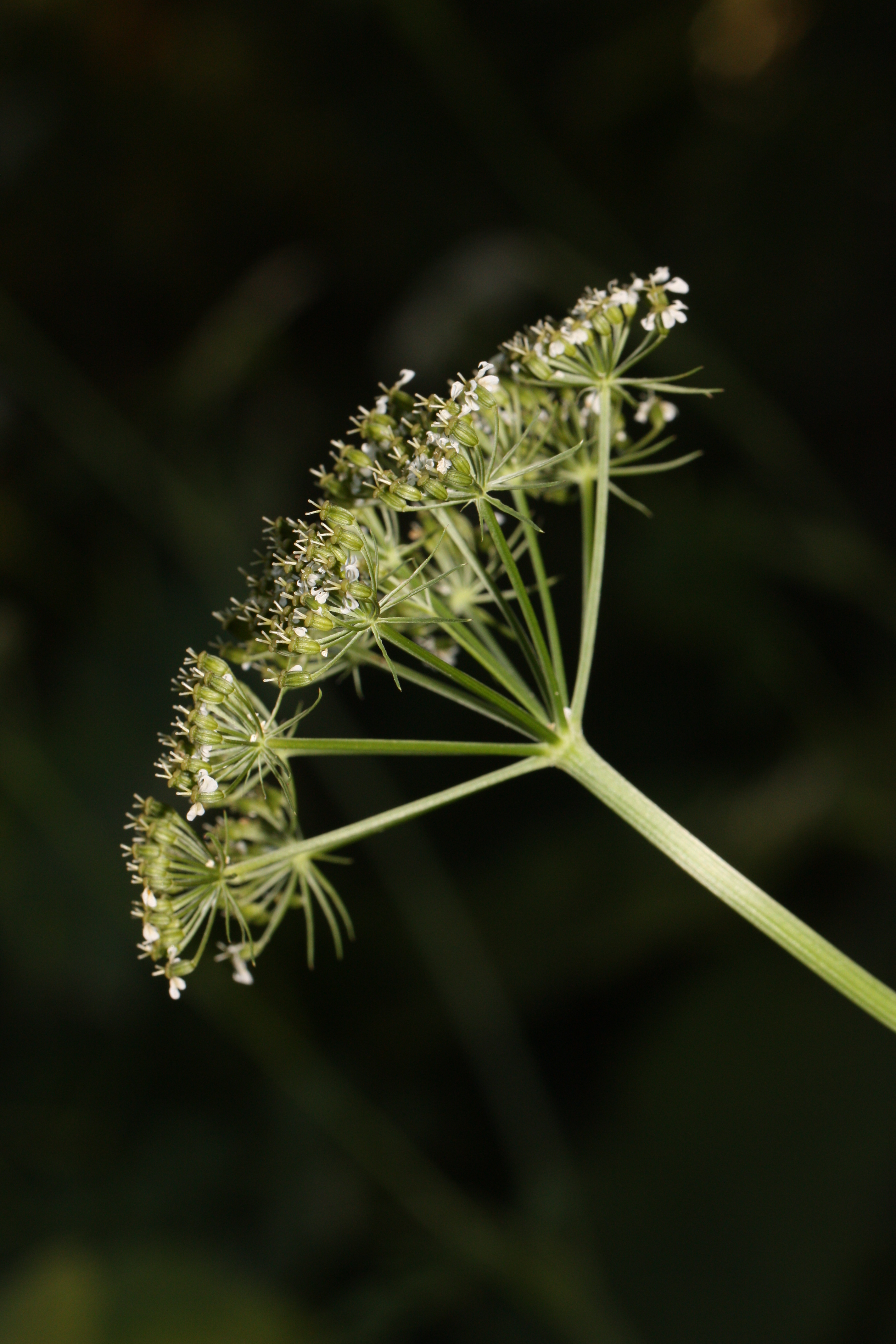
繖形科山芎屬植物的複繖形花序
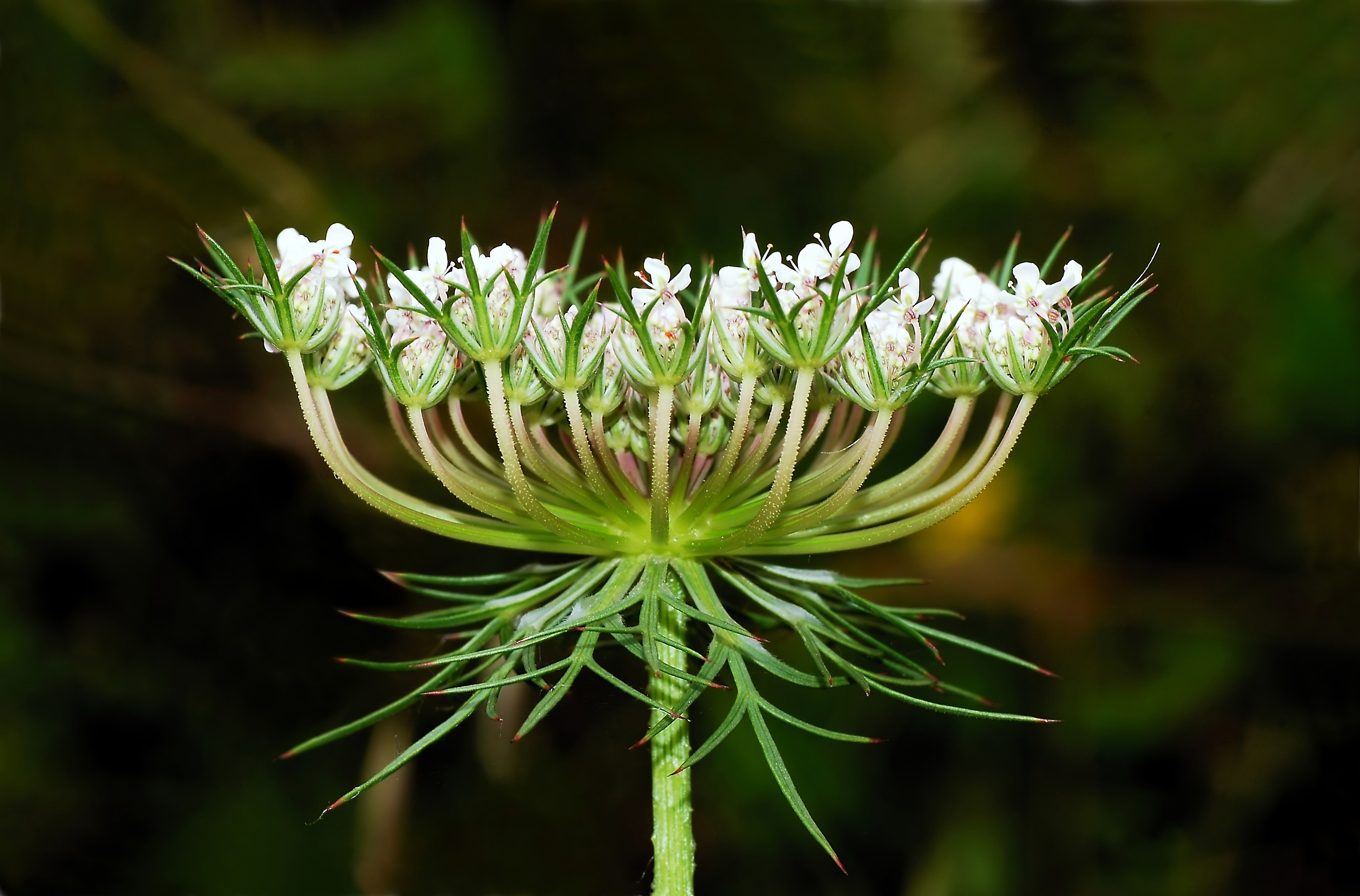
野胡蘿蔔的複繖形花序
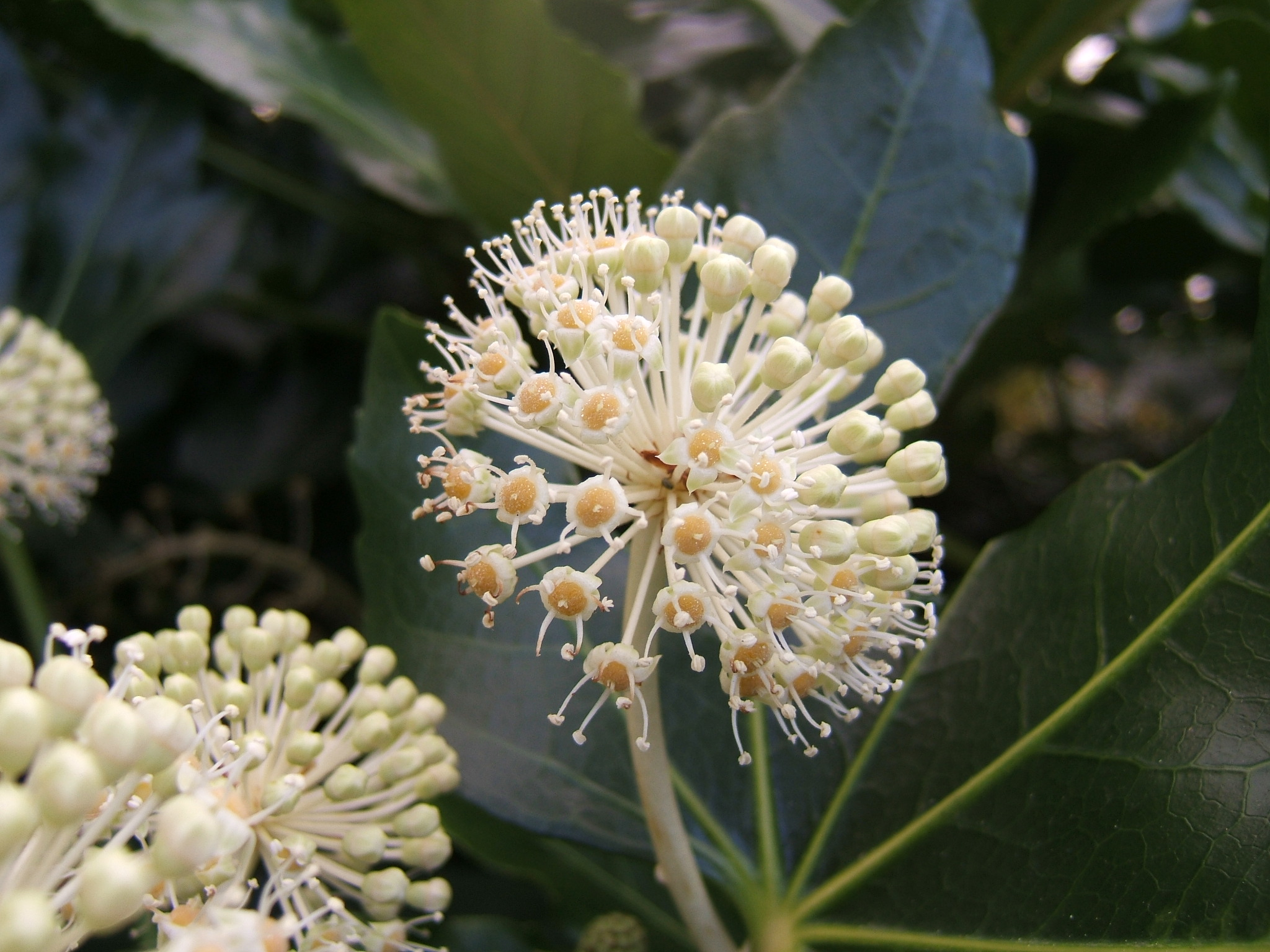
八角金盤屬植物的繖形花序
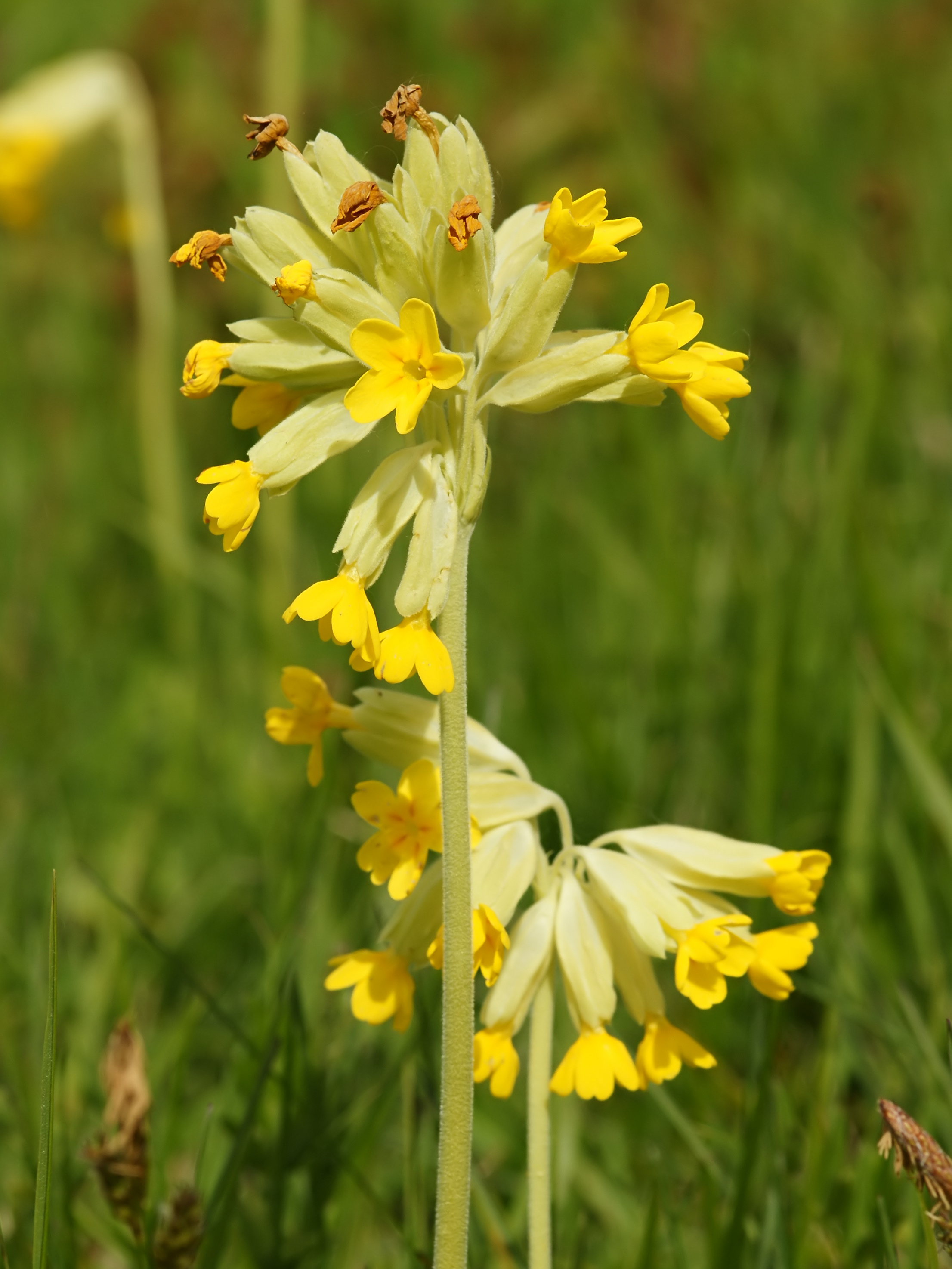
黃花九輪草的繖形花序